# Route 150 (Nouveau-Brunswick)
Pour les articles homonymes, voir Route 150.
La route 150 est une courte route secondaire du Nouveau-Brunswick située dans l'est de la province, en tant que route collectrice de la route 11 vers le centre de Tracadie-Sheila. Elle parcourt 8,2 km (5,1 mi). Il s'agit d'un ancien segment de la route 11 avant que celle-ci ne contourne Tracadie-Sheila.

## Description du tracé
La route 150 débute au nord de Tracadie-Sheila comme prolongement de la rue Principale, à la sortie 203 de la route 11. Elle lui est parallèle et prend fin à une autre jonction avec cette même route à Six Roads. 

## Intersections majeures
| Comté      | Ville           | km   | Destinations                                          | Notes                     |
| ---------- | --------------- | ---- | ----------------------------------------------------- | ------------------------- |
| Gloucester | Tracadie-Sheila | 0,00 | NB-11 – Caraquet, Shippagan, Miramichi                | Sortie 203 de la NB-11    |
| Gloucester | Tracadie-Sheila | 1,20 | NB-160 ouest vers NB-135 – Saint-Isidore, Paquetville | Terminus est de la NB-160 |
| Gloucester | Six Roads       | 8,20 | NB-11 – Caraquet, Shippagan, Miramichi                |                           |
|            |                 |      |                                                       |                           |